# Бакуменко Володимир Михайлович
Володимир Михайлович Бакуменко (порт. Waldemar Bakumenko народ. 6 квітня 1908, Україна, м. Харків — 13 травня 1969 , Бразилія, м. Сан-Паулу
) — український радянський і бразильський спортсмен (російські шашки, бразильські шашки), шашковий журналіст і пропагандист гри, один із засновників правил гри в бразильські шашки .

## Біографія
Народився в 1909 році в промисловому центрі міста Харкова, Україна. Навчився грати в шашки в 17 років у спортивному клубі, де паралельно займався в футбольній секції. 
У 1926 році, за запропонуванням трененера шашкового клубу, взяв участь в сеансі одночасних матчів. В.Бакуменко виграв матч та вже за кілька місяців йому вдалося виграти чемпіонат клубу. 
З 1926 року пішло стрімке зростання його кар'єри як спортсмена-шашиста, яскравими рисами якого є його перемога в чемпіонаті м. Харків в цьому ж році. 
В жовтні 1927 року, в боротьбі з 22 конкурентами з СРСР, В.Бакуменко завоювує титул чемпіона СРСР.  
У 1930х роках отримує вищу освіту за спеціальністю "інженер -технолог". В 1932 році в СРСР виходить його книга "Підручник шашкової гри". У Велику Вітчизняну війну залишився в Харкові, під час окупації вів шашкову рубрику в газеті. 
У 1943 році В.Бакуменко виїхав з країни.
У 1954-му році емігрував до Бразилії, жив в Сан-Паулу . Працював бухгалтером будівельної фірми. 
21 липня 1954 року В.Бакуменко почав вести свою щотижневу колонку "DAMAS" в газетах "A Gazeta" і "A Gazeta Esportiva", які в той час були одними з найважливіших газет Сан-Паулу.
23 березня 1958 року В.Бакуменко почав найвідомішу в країні шашкову колонку «COLUNA DO DAMISTA» в газеті "A Gazeta Esportiva", яка публікувалася безперервно щосуботи протягом 11 років. Вів він її  до моменту своєї смерті в травні 1969 року.
Під час життя у Бразилії В.Бакуменко поклав початок поширенню більш досконалих шашкових прийомів, пропаганду назв дебютів і комбінаційних тем . 
Видавав книги.

## Спортивна кар'єра в СРСР
Чемпіон СРСР (1927), вигравши додатковий матч за 1 місце у С. Соколова (+1 = 3, результат в чемпіонаті (+9 = 9 -1)). 
Майстер спорту СРСР (1927). 
У 1928-му програв матч (він же IV Чемпіонат СРСР) екс-чемпіону СРСР Василю Медкова (+4 = 10 -6). 
Кожен з учасників видав потім книгу зі своїми коментарями. Більше В. М. Бакуменко не брав участь у радянських першостях, граючи на Україні. 
У 1928- му році посідає друге місце в чемпіонаті України з російських шашок серед чоловіків (м.Одеса). 
У 1940-му році Володимир Бакуменко зустрівся з Ісером Куперманом в матч-турнірі чотирьох за титул чемпіона України, посівше перше місце.

## Смерть
15 травня 1969 року в газеті Gazeta Esportiva, Сан-Паулу, був надрукован матеріал з приводу смерті Володимира Бакуменка. Директор Федерації шашистів Сан-Паулу, Карлос Альберто, повідомив про смерть спортсмена. Володимир Бакуменко помер о 16:30 ві второк 13 травня 1969 року, на 61ому році життя, коли він був госпіталізований до відділення міської лікарні. Похорони відбулися 14 травня 1969 року.

## Особисте життя
- Брат - Бакуменко Григорій Михайлович (1914-? ) - гв. лейтенант, кавалер ордену Червоної Зірки[7]
- Перша дружина - Чорненька Валентина Петрівна (1917 - 1980)
- Дочка (від першого шлюбу) - Бакуменко (Сосницька) Людмила Володимирівна (1939-2021)
- Правнук - Сосницький Юрій Олександрович (1990 р.н.) - художник, мистецтвознавець.
- Друга дружина - БакуменкоТамара